# Sarah Mostrel
Œuvres principales
- La Rougeur des Pensées (2001)
- La Caresse de l'Âme (2003)
- Osez dire je t'aime (2009)
- Un amour sous emprise (2016)

Sarah Mostrel est écrivain, musicienne, artiste peintre, photographe. Ingénieure de formation, elle est aujourd'hui journaliste.

## Biographie
Sarah Mostrel est née en région parisienne. À 7 ans, elle apprend le piano, pour lequel elle éprouvera une véritable passion. Après avoir effectué un an de scolarité au sein de l'Ecole polytechnique féminine à Sceaux, elle part à 18 ans faire ses études à l'étranger et obtiendra un diplôme d’ingénieur en électronique dans une école d'ingénieurs. Dix ans plus tard, elle revient en France. En 1999, elle est primée lors d’un concours international de poésie organisé par la Porte des Poètes. Les textes de Sarah Mostrel voient le jour en 2000, date de sa première publication (L’Absolu illusoire, éd. La Porte des Poètes). Recueils de poésie et de nouvelles s’enchaînent, et Sarah Mostrel décide de s’adonner à l’écriture. Elle travaillera en tant qu’ingénieur jusqu’en 2002, mais déjà, elle publie des articles, pige pour plusieurs supports, et finalisera ce parcours en faisant une école de journalisme, métier qu’elle exerce actuellement dans la presse magazine (presse écrite).
Après avoir publié ses premiers ouvrages sous pseudonyme, elle reprend son patronyme en 2009, lors de la sortie de son essai Osez dire je t'aime (éd. Grancher), une enquête sur les relations amoureuses. La même année, est publié le recueil de poésie Le Parfum de la mandragore, éd. Atlantica Séguier, ensemble de suites poétiques. En décembre 2010, sort l'album Désirs Pastel, un CD musical de 15 titres avec des textes inédits qu’elle a composés et qu’elle lit (et chante pour certains passages), sur une musique de Pierre Meige qui l’accompagne au piano. Un livre d’artiste, À cœur défendant, composé de 10 poèmes inédits de Sarah Mostrel est publié en 2011 aux éditions TranSignum, illustré des peintures de Jean-Luc Guinamant et traduit en anglais par Michel Lavaud. En 2012, voit le jour Tel un sceau sur ton cœur, aux éditions Auteurs du Monde et en 2013, le premier volet d’une trilogie, Révolte d’une femme libre, un livre de nouvelles, suivi de La dérive bleutée, publiés aux éditions L'Echappée belle. En 2016, sort Chemin de soi(e), un recueil de 75 poèmes illustré de ses propres photos.
Sarah Mostrel a été choisie pour figurer dans plusieurs anthologies poétiques : Anthologie de l'éternel amour, de Pierre Haïat, éd. du Cherche Midi en 2007, Poètes juifs de langue française, de Jacques Eladan, éd. Courcelles Publishing en 2010, Anthologie des auteurs et poètes contemporains de la francophonie 2000-2010 et Florilège des poètes francophones, de la Société des Auteurs et poètes de la Francophonie en 2011, 2012, 2013 et 2014. Elle figure aussi dans les anthologies de la Lucarne des Écrivains : Les écrivains en pleine Lucarne (2014)  et D’écriture en écriture (2015). En 2021, elle apparaît dans  Voix de femmes : Anthologie de poésie féminine contemporaine de Raynaldo Pierre-Louis et Dierf Dumène. En 2023, est publiée Marchons doucement sur nos rêves (éd. Unicité), une anthologie personnelle issue de ses dix derniers recueils de poésie.
Elle est membre SACEM, ADAGP, SCAM, ADAMI. Et sociétaire du Salon d'automne.

## Publications

### Roman
- Un amour sous emprise, éd. Trédaniel, décembre 2016, 250 p., broché, 16 x 24 cm  (ISBN 978-2-8132-1372-3) [présentation en ligne]

### Essais
- Osez dire je t'aime, éd. Grancher, coll. « Le corps et l'esprit », 2009, 276 p.  (ISBN 2733910795) [présentation en ligne]
- Pour un humanisme éclairé, éd. Au pays rêvé, 2017,  (ISBN 978-2-918966-32-6)
- Il faut imaginer Sisyphe heureux : Correspondance, avec Charlotte Taylor, 2021, 148 p.  (ISBN 979-1-037741-46-2) [présentation en ligne]
- Femmes inspirantes, éd. Non Nobis, 2023, 264 p.  (ISBN 978-2-931179-06-2) [présentation en ligne]

### Recueils de nouvelles
- Révolte d'une femme libre, éd. L'échappée belle, coll. « Pioche », janvier 2013, 135 p.  (ISBN 978-2-919483-17-4) [présentation en ligne]
- La dérive bleutée, éd. L'échappée belle, coll. « Pioche », mars 2014, 80 p.  (ISBN 978-2-919483-24-2) [présentation en ligne]
- D’ombre et de lumière, éd. L'échappée belle, coll. « Pioche », juin 2021, 128 p.  (ISBN 978-2-919483-92-1) [présentation en ligne]

### Recueils de poésie
- L’Absolu illusoire, éd. La Porte des Poètes, 2000, 50 p. [présentation en ligne] [4]
- La Rougeur des Pensées, éd. La Bartavelle, 2001, 120 p.  (ISBN 2877446581) [présentation en ligne] [4]
- La Caresse de l’Âme, éd. La Bartavelle, 2003, 150 p.  (ISBN 287744757X) [présentation en ligne] [4]
- Le Parfum de la Mandragore, éd. Atlantica-Séguier, 2009, broché  (ISBN 9782758802266) [présentation en ligne]
- Tel un sceau sur ton cœur : Cantique à l'être aimé, éd. Auteurs du Monde, 2012, broché  (ISBN 9791091301015)
- Chemin de soi(e), éd. Auteurs du monde, 2016, broché  (ISBN 979-1091301282)
- Le Grand Malentendu, Z4 Éditions, 2016, 78 p., broché  (ISBN 978-1-326-74828-9)
- Célébration, éd. Unicité, 2016, 138 p., broché, 15 x 21 cm  (ISBN 978-2-37355-084-9)
- Rien à voir, suivi de Les (re)plis de l’histoire, Z4 Éditions, 2020, 76 p., broché  (ISBN 978-2490595914)
- Le Désespoir de Marguerite Duras, éd. Unicité, 2020, 94 p., broché, 15 x 21 cm,  (ISBN 978-2373553611) [présentation en ligne]
- Marchons doucement sur nos rêves, éd. Unicité, 2023, 210 p.  (ISBN 978-2-37355-916-3) [présentation en ligne]
- Gris de peine, éd. du Cygne, 2024, 60 p.  (ISBN 978-2-84924-792-1) [présentation en ligne]

### Livres d'artiste
- (fr + en) À cœur défendant, avec Guin'Amant (conception, illustrations) et Michel Lavaud (traduction), éd. TranSignum, 2011 [(fr + en) lire en ligne]
- À mesure que je t'aime, avec Wanda Mihuleac (conception), éd. TranSignum, 2015
- (fr + he) D'aussi loin qu'il m'en souvienne, avec Marc Bergère (illustrations) et Marlena Braester (traduction), éd. TranSignum, 2018  (ISBN 978-2-915862-38-6)
- L'œil et le cœur, éd. Unicité, 2022, 148 p.  (ISBN 978-2-37355-626-1) [présentation en ligne]

### Anthologies
MARCHONS DOUCEMENT SUR NOS RÊVES, anthologie des poèmes de l'auteure, avec  de ses peintures en illustration, éd. Unicité (2023)  (ISBN 978-2-37355-916-3)
MONTMARTRE EN POÉSIE, Anthologie de poètes contemporains (éd. Thierry Sajat, 2022), avec "En plein (sacré) cœur de Paris".  (ISBN 9782351579121)
ALEXANDRINA (La fille du Soleil et de la Lune). Anthologie Internationale de poésie (éd. Unicité, 2021),  (ISBN 9782373556315)
VOIX DE FEMMES, poésie féminine contemporaine (Plymay éditions, 2021).  (ISBN 9798560569020)
POÈTES DU MONDE POUR LE FRANÇAIS ET LA FRANCOPHONIE (AFFOIMonde, 2015)
D’ÉCRITURE EN ÉCRITURE, éd. La lucarne des écrivains (2015)
LES ÉCRIVAINS EN PLEINE LUCARNE, éd. La lucarne des écrivains (2014)
FLORILÈGE DES AUTEURS ET POÈTES FRANCOPHONES, SAPF (2014), (2013), (2012), (2011)
ANTHOLOGIE DES AUTEURS ET POÈTES CONTEMPORAINS DE LA FRANCOPHONIE 2000-2010, SAPF (2012)   (ISBN 9782919180066)
POÈTES JUIFS DE LANGUE FRANÇAISE, éd. Courcelles Publishing (2010).  (ISBN 978-2916569413)
L’ANTHOLOGIE DE L'ÉTERNEL AMOUR, de Pierre Haïat, éd. du Cherche Midi (2007).  (ISBN 978-2749104997)

### Recueils collectifs
Sarah Mostrel a également participé à plusieurs recueils collectifs, notamment :
- « Attentat à la pudeur », dans Accidents de Parcours, éd. la Bartavelle Noire, 2000  (ISBN 2877446069) [présentation en ligne] [4]
- L’Amour à la feuille, revue Paperolles, 2001  (ISSN 1262-2273) [présentation en ligne] [4]
- Le Café, revue La Nef des Fous, 2002  (ISSN 1284-9286) [présentation en ligne] [4]
- Erreur de programmation, revue La Nef des Fous, 2003  (ISSN 1284-9286) [présentation en ligne] [4]
- « Apparition », dans Noël Noir, éd. de l’Ours blanc, 2003  (ISBN 2914362218) [présentation en ligne] [4]
- Un Roman noir, revue Chemins de Traverse, 2004  (ISSN 1297-3610) [présentation en ligne] [4]
- Paroles vanvéennes, éd. du Bout de la rue, 2004  (ISBN 2952146810) [présentation en ligne] [4]
- Il se fait tard, Chemins de traverse : revue de l'Ours Blanc et de l'Homme bleu, 2009  (ISSN 1297-3610) [présentation en ligne] [4]
- Printemps des poètes vanvéens, éd. Chapitre Douze, 2011
- « Les 4 saisons », dans Le Zapping des Fées : 6e concours d'écriture des contes du jour et de la nuit, éd. Épingle à nourrice, 2015  (ISBN 978-2-919521-31-9)
- « Lettre d’une juive en colère », dans Charlie For Ever, éd. Ovadia, avril 2015, 128 p.  (ISBN 978-2-36392-151-2)
- « Le vol de l’aigle », dans La ville qui contait dans sa tête : 7e concours d'écriture des contes du jour et de la nuit, éd. Épingle à nourrice, 2015  (ISBN 978-2-919521-34-0)
- « Décombres » et « Au bord de nos rives », dans La Belouette, recueil no 1, éd. Plumes et Talents, 2015  (ISBN 978-2-9551455-0-0)
- « Les verbes sonnent implacables, acerbes, corrosifs », dans Verbaliser l'Homme approximatif : Hommage à Tristan Tzara, éd. Transignum, 2016  (ISBN 978-2-915862-32-4)
- « Même le désert refleurit », dans Les petits mots du diable : 8e concours d'écriture des contes du jour et de la nuit, éd. Épingle à nourrice, 2016  (ISBN 978-2-919521-35-7)
- « Absurde », dans La Belouette, recueil no 2, éd. Plumes et Talents, 2015  (ISBN 978-2-9551455-1-7)
- Enfances en poésie, Le Pan poétique des muses, hors-série, éd SIÉFÉGP, 2016  (ISSN 2492-0487)
- Femmes & poésie, peinture, Le Pan poétique des muses, hors-série, éd SIÉFÉGP, 2017  (ISSN 2492-0487)
- « Voyage, voyage ! », dans Un si beau voyage : 9e concours d'écriture des contes du jour et de la nuit, éd. Épingle à nourrice, 2017  (ISBN 978-2-919521-37-1)
- 101 livres ardoises, éd. Transignum, 2018  (ISBN 978-2-915862-43-0)
- « Et tu aimas la fleur » (texte et dessins), dans Ma plus belle histoire d'amour : 10e concours d'écriture des contes du jour et de la nuit, éd. Épingle à nourrice, 2018  (ISBN 978-2-919521-43-2)
- « Un éphémère bonheur », dans Le bonheur a dit qu’il reviendrait : 11e concours d'écriture des contes du jour et de la nuit, éd. Épingle à nourrice, 2019  (ISBN 9782919521487)
- « Une musique folle » (texte et photo) et « Reviens » (texte et peinture), dans La Belouette, recueil no 4, éd. Plumes et Talents, 2019  (ISBN 9782955145531)
- 10 peintures dans Coalescences, éd. Astropik, 2019
- « Une fragile passerelle jetée sur le vide », dans L’océan ciel: 12e concours d'écriture des contes du jour et de la nuit, éd. Épingle à nourrice, 2020  (ISBN 9782919521524)
- « Reflet miroir », dans POE'VIES, 2020
- « Prendre figure », dans La longue nuit de Mr Jour: 13e concours d'écriture des contes du jour et de la nuit, éd. Épingle à nourrice, 2021  (ISBN 9782919521548)
- « Prophétie », dans Les gardeurs de rêve, éd. ene, 2022
- « Le Sentier du bonheur », dans Le jour des albatros, éd. Épingle à nourrice, 2023
- « Tombe le souvenir », dans Sous le ciel de Montmartre, éd. Un point c’est tout, 2024 (ISBN 9791092115857)
- « La poésie, un engagement » et les poèmes « Coup de chapeau à la poésie », « A la porte du ciel », «L’harmonie du monde », dans Poésie, Luttes Et Combats, éd. Milot, 2024 (ISBN 9782386170416)
- « Je t'aime et ce n'est pas un rêve », dans Cher John, éd. Épingle à nourrice, 2024,  (ISBN 978291952172[à vérifier : ISBN invalide])
- « Passage à niveau », dans Quand on partait sur les chemins, éd. Épingle à nourrice, 2025,  (ISBN 9782919521807)
- « Réflexions sur l’exil » et « Il vient d’ailleurs » dans Les poètes ne meurent pas en exil, éd. Constellations (2025),  (ISBN 9782494015760)

## Discographie

### Albums
Sarah Mostrel a également participé au CD littéraire Contes invivables (2004) et à l'écriture de paroles de chanson dans l'album des Mauvaises Langues en 2005.

## Photographie
Lauréate de plusieurs concours photographiques, recensée dans le magazine OpenEye (#26, 2022) qui lui a consacré un dossier en septembre 2024 (OpenEye #38, tribune to Saul Leiter : www.calameo.com/read/00514340525017807b74e?page=78), l’artiste a en 2022 commis l’exposition individuelle Naissance, où elle présentait une trentaine de ses œuvres
Parmi ses ouvrages : « L’œil et le cœur, un regard sensible sur le monde », éd. Unicité, livre de ses photos, ainsi que « Chemin de soi », éd. Auteurs du Monde, « Le grand malentendu », éd. Z4, recueils illustrés de ses photos.

## Peinture
Sélectionnée au Salon d'automne dont elle est devenue sociétaire, Sarah Mostrel y a exposé à quatre reprises et a exposé ses œuvres lors d’expositions personnelles à Paris, notamment au Pavillon Ledoyen.
Elle a commis plusieurs livres d’artiste et six de ses ouvrages sont illustrés de ses peintures et photos.

## Théâtre
Sarah Mostrel a écrit et mis en scène une pièce de théâtre, Célébration (2016) inspiré de son livre éponyme, jouée à Paris.
En 2025, paraît Pièces de circonstance, éd. Z4 (ISBN 978-2381130859, présentation en ligne).

## Prix
Elle a été primée lors du 7e Concours international de Poésie La Porte des Poètes en 1999, a reçu une mention spéciale au Grand prix international Charles Le Quintrec en 2012 et une Médaille de l’Alliance Francophone/Kréatika, remise à la mairie du 15e arrondissement de Paris en 2013. Elle a obtenu en 2014, le Prix André Ombreuse pour la poésie néoclassique de la Société des Auteurs et Poètes de la Francophonie ainsi que la Médaille du Rayonnement culturel de La Renaissance française] En 2015, elle a été décorée de la médaille de la Société académique Arts-Sciences-Lettres. En 2021, elle reçoit le prix international de la poésie audiovisuelle Académie Claudine de Tencin SIÉFÉGP. En 2022, elle obtient le trophée de la Paix BonneHeure.tv au Club UNESCO. En 2024, elle se voit décerner le Prix International de Mécènes du Matrimoine de l'Académie Claudine de Tencin.